# Sergio Córdoba Mejía
Sergio Gabriel Córdoba Mejía (San José, Costa Rica, 21 de diciembre de 1993), más conocido como Sergio Córdoba, es un futbolista costarricense que juega como defensa o mediocentro defensivo. Actualmente se encuentra sin equipo.
Debutó profesionalmente en 2013, luego de pertenecer a las ligas menores del Deportivo Saprissa. Ha conquistado tres campeonatos de Primera División con los morados: el Verano e Invierno 2014, además el Torneo de Invierno 2015. También se destaca el Torneo de Copa 2013, competición donde inició, y el subcampeonato en la Copa Popular 2014. En enero de 2016 salió en condición de préstamo al Municipal Liberia y en noviembre de ese mismo año firmó con el Cartaginés.
En el 2019 recibe una oferta y decide marcharse al AD Chalatenango de El Salvador donde milita actualmente.

## Trayectoria

### Saprissa de Corazón

#### Temporada 2011-2012
Sergio Córdoba debutó profesionalmente en la primera fecha del Torneo de Apertura 2011, con Saprissa de Corazón de la Segunda División. Su conjunto quedó de cuarto lugar del grupo B, y por consiguiente a la ronda eliminatoria. En los cuartos de final, su equipo no logró trascender después de la pérdida de 3-2 en el resultado agregado contra Guanacasteca.
En la jornada de inicio del Torneo de Clausura 2012, los saprissistas tuvieron como rival a Guajira en condición de visitante. El empate a un tanto prevaleció al término de los 90 minutos. Su grupo en esta oportunidad no alcanzó la zona de clasificación tras la consecución del octavo lugar con 16 puntos.

#### Temporada 2012-2013
El 12 de agosto se desarrolló el primer cotejo del Torneo de Apertura 2012 contra Jacó Rays, en el Estadio Municipal de Garabito. El centrocampista fue parte de la derrota de 3-1. Al término de la fase regular del campeonato, su conjunto quedó en el séptimo lugar de la tabla con 17 puntos. La misma situación se repetiría en el Torneo de Clausura 2013. Poco después, Córdoba saldría del club debido a su promoción, donde dejó la marca de un gol concretado.

### Deportivo Saprissa

#### Temporada 2013-2014
Con la confianza del director técnico Ronald González, Córdoba fue ascendido al primer equipo del Deportivo Saprissa después de su participación en las categorías inferiores del mismo. Su partido de debut se desarrolló el 14 de julio de 2013 contra el Uruguay de Coronado, por el juego de ida de los cuartos de final del Torneo de Copa en el Estadio El Labrador; el resultado final sería de 1-4 a favor de su equipo. Posteriormente quedó en la suplencia en la vuelta, en la cual nuevamente su club salió victorioso con cifras de 2-1 del Estadio Rosabal Cordero. Sergio no apareció en la convocatoria del entrenador en los encuentros de semifinales y final, en los cuales Saprissa venció a Cartaginés y Carmelita, respectivamente, consagrándose campeón de Copa.
El futbolista no fue tomado en cuenta de cara al Campeonato de Invierno 2013. Por otro lado, el conjunto tibaseño salió derrotado por ventaja deportiva en las semifinales del torneo contra Liga Deportiva Alajuelense.
La primera jornada del Campeonato de Verano 2014 disputada el 12 de enero, su club enfrentó al Pérez Zeledón en el Estadio Ricardo Saprissa; este partido marcó el inicio de Córdoba en Primera División. Aunque su rival tuvo dos futbolistas expulsados, los generaleños triunfaron con marcador de 1-2. Sergio participó por 75 minutos y fue sustituido por Dylan Flores. Su último encuentro se dio el 30 de enero ante Uruguay, jugando solamente un minuto. Constantemente fue relegado al banquillo y en ocasiones no aparecía en la nómina de González. Finalmente, su equipo clasificó de primer lugar en la tabla y enfrentó a la Universidad de Costa Rica en semifinales, las cuales terminaron con resultados de 2-2 y 2-0, avanzando a la siguiente ronda. Las finales se disputaron el 5 y 10 de mayo contra Alajuelense; el primer encuentro finalizó empatado 0-0 y la vuelta acabó 1-0, con gol de su compañero Hansell Arauz. Con esto, Córdoba logró su primer título como campeón nacional y la histórica «30» para Saprissa.

#### Temporada 2014-2015
El 12 de julio dio inicio la Copa Popular 2014, en la cual su club fue ubicado en el Grupo A junto con Cariari, Santos y Limón. El futbolista no fue tomado en consideración para estos juegos, donde terminaron con tres victorias consecutivas y clasificando a la siguiente etapa. Posteriormente, su equipo derrotó a Herediano en penales y enfrentó a Cartaginés en la final, la cual el conjunto morado fue vencido 3-2, obteniendo el subcampeonato de la competición.
El Campeonato de Invierno 2014 se inauguró el 17 de agosto; Córdoba no fue convocado para la primera fecha frente al debutante AS Puma Generaleña. Su equipo triunfó 4-2 en el Estadio Nacional. Su debut en el torneo se llevó a cabo el 24 de agosto contra Limón, y jugó los 90 minutos para la victoria 2-3. El 30 de septiembre, el director técnico Ronald González fue rescindido de su puesto y Jeaustin Campos fue nombrado como el estratega interino. Su siguiente participación fue en la jornada 14 ante el Santos de Guápiles, en el Estadio Ebal Rodríguez; el futbolista entró como variante por Manfred Russell al minuto 86', el marcador terminó 0-1 a favor de Saprissa. Sus últimos partidos en la fase regular fueron frente a Pérez Zeledón y Carmelita. El conjunto morado avanzó de cuarto lugar con 41 puntos en la tabla y enfrentó al primer lugar que fue Alajuelense, el cual llegó con 53 puntos. El encuentro de ida de las semifinales se disputó en el Estadio Ricardo Saprissa; Sergio quedó en los suplentes en el triunfo 1-0 al cierre del juego, con gol de Heiner Mora. La vuelta se dio en el Estadio Morera Soto y el futbolista entró al minuto 88' por Deyver Vega; el resultado acabó con empate a un gol y el global fue de 1-2, por lo que su equipo clasificó a la última ronda. Córdoba permaneció en la suplencia en los juegos de ida y vuelta de la final frente al Herediano, los cuales finalizaron con cifras de 4-2 y 1-1, respectivamente. El jugador ganó el segundo título consecutivo y la «31» para la institución saprissista.
El 18 de enero de 2015 inició el Torneo de Verano, en el cual su equipo tuvo aspiraciones al tricampeonato. Esta competición marcó más regularidad para Córdoba, además varió su posición en el terreno de juego, ya que en oportunidades se colocaba como defensor central y en otras como mediocentro defensivo. El primer partido se dio ante AS Puma en el Estadio Ricardo Saprissa; Sergio jugó todo el encuentro en el triunfo 3-2. Posteriormente hizo su debut en la Concacaf Liga de Campeones, enfrentando al Club América por los cuartos de final; tras constantes intentos de anotar por parte de sus compañeros Ariel Rodríguez y Daniel Colindres, su equipo salió derrotado 0-3 en su propio estadio. El jugador sufrió una lesión muscular que le impidió participar en el partido de vuelta, en el cual Saprissa volvió a ser vencido con cifras de 2-0 en el Estadio Azteca. Regresó el 29 de marzo en el encuentro ante Belén. Al final de la fase de clasificación, Sergio colaboró en 17 juegos y en dos ocasiones quedó en el banquillo; su conjunto entró de primer lugar en la tabla de posiciones y enfrentó el clásico costarricense contra Alajuelense. Las series de ida y vuelta de las semifinales terminaron 2-0 y 1-0, derrota y victoria respectivamente, por lo que su equipo fue eliminado del torneo.

#### Temporada 2015-2016
El 8 de julio se llevó a cabo el Torneo de Copa 2015. Córdoba fue titular en la primera fase frente a Guanacasteca en el Estadio Edgardo Baltodano, la cual terminó con victoria 1-2. Finalmente, cuatro días después, su club perdió en penales contra Pérez Zeledón, tras un empate 0-0 en el tiempo regular.
El Campeonato de Invierno 2015 dio inicio el 2 de agosto. El primer encuentro se desarrolló ante Belén y el futbolista participó 15 minutos en el triunfo 0-2. Su club también debió disputar la Concacaf Liga de Campeones, donde quedó en el Grupo A, compartido con W Connection de Trinidad y Tobago y Santos Laguna de México. El 20 de agosto, se llevó a cabo el primer juego enfrentando a los trinitarios, el cual terminó con una goleada 4-0 a favor de Saprissa; Córdoba no fue alineado. Cinco días después, se dio el partido contra los mexicanos, el cual terminó nuevamente con victoria, y Sergio participó un minuto. Sin embargo, el 16 de septiembre, su equipo perdió 2-1 en territorio trinitense y el 20 de octubre quedó eliminado por el Santos debido a la pérdida de 6-1 en el Estadio Corona. A mediados de septiembre, Jeaustin Campos fue despedido junto con su asistente José Giacone de la dirección técnica; y días posteriores nombraron a Douglas Sequeira como el estratega interino, quien después fue reemplazado por Carlos Watson en octubre. Debido a esta situación, Córdoba perdió la titularidad y salió de las alineaciones de Watson por las numerosas veces sin ser convocado. No obstante, el conjunto saprissista logró avanzar de tercero a la siguiente etapa del torneo nacional e hizo frente a las semifinales contra Herediano. El partido de ida se dio el 13 de diciembre en el Estadio Ricardo Saprissa y terminó con triunfo 3-0. El juego de vuelta fue cuatro días después y a pesar de la derrota 2-0, su club clasificó a la siguiente fase. En ambas finales de ida y vuelta ante Alajuelense, Córdoba permaneció en el banquillo en las victorias 2-0 y 1-2, respectivamente. Con estos resultados, Saprissa ganó el título «32» y el tercero personal del jugador.

### Municipal Liberia
El 14 de enero, el defensor fue cedido en condición de préstamo al Municipal Liberia por seis meses. Su primer partido del Campeonato de Verano 2016 se dio en la jornada 2, frente a Liga Deportiva Alajuelense en el Estadio Edgardo Baltodano; Córdoba participó los 90 minutos, utilizó la dorsal «25» y su equipo perdió 1-2. Se colocó como titular en la mayoría de las fechas. El 10 de abril, Córdoba salió expulsado en el juego ante Carmelita, donde acumuló su segunda tarjeta amarilla. Al finalizar la competencia, su equipo alcanzó el octavo lugar con 25 puntos. Su renovación del préstamo se extendió por una temporada más.

#### Temporada 2016-2017
En la jornada inaugural del Campeonato de Invierno 2016, su conjunto hizo frente a Belén en el Estadio Rosabal Cordero. Sergio apareció como titular y anotó un gol al minuto 10'. Sin embargo, el rival igualó y el marcador de 1-1 prevaleció hasta el final. En todo el torneo fue parte integral del equipo, donde tuvo 17 presencias, acumuló cuatro tarjetas amarillas, y logró 1249 minutos de participación. Por otra parte, los liberianos quedaron en el penúltimo lugar de la tabla con 19 puntos. Adicionalmente, Córdoba quedó fuera del equipo tras el fin de su cesión, y además su contrato con el Saprissa expiró, por lo que quedó en condición de libre.

### C.S. Cartaginés
El 30 de noviembre de 2016, el Club Sport Cartaginés anunció oficialmente la contratación del jugador por un periodo de tres torneos cortos. Para el inicio del Campeonato de Verano que se llevó a cabo el 8 de enero, el equipo brumoso recibió, en el Estadio "Fello" Meza, al conjunto de Limón. Por su parte, Córdoba no fue convocado por el entrenador Jeaustin Campos y el marcador terminó con triunfo de 3-1. Debutó oficialmente como titular el 18 de enero, en la victoria 4-3 de local sobre San Carlos. El 1 de febrero marcó un gol en propia puerta ante Liberia, para que las cifras concluyeran con empate 1-1 en esa oportunidad. Su primera expulsión se dio el 26 de marzo por acumulación de tarjetas amarillas, de nuevo contra los liberianos, pero de visitante en el Estadio Edgardo Baltodano. Al término de la fase de clasificación, su conjunto dejó ir la oportunidad de asegurar el pase a la siguiente ronda tras la pérdida de 1-0 contra el Santos de Guápiles en el Estadio Ebal Rodríguez. Además, el centrocampista recibió tarjeta roja directa por los fuertes reclamos hacia el árbitro central. Con este resultado, los cartagineses quedaron en el sexto puesto con 33 puntos. Por otra parte, el mediocentro tuvo 18 apariciones y en total contabilizó 1565 minutos disputados.
Con solo dos participaciones y una expulsión en el Torneo de Apertura 2017, el 27 de octubre se confirmó la separación de Córdoba del equipo, al igual que los otros futbolistas Kevin Fajardo y Marco Madrigal.

## Clubes
| Club                         | País       | Año       |
| ---------------------------- | ---------- | --------- |
| Saprissa de Corazón          | Costa Rica | 2011-2013 |
| Deportivo Saprissa           | Costa Rica | 2013-2016 |
| Municipal Liberia (Préstamo) | Costa Rica | 2016      |
| C.S. Cartaginés              | Costa Rica | 2016-2017 |

## Palmarés

### Títulos nacionales
| Título                         | Club               | País       | Año  |
| ------------------------------ | ------------------ | ---------- | ---- |
| Torneo Copa de Costa Rica      | Deportivo Saprissa | Costa Rica | 2013 |
| Primera División de Costa Rica | Deportivo Saprissa | Costa Rica | 2014 |
| Primera División de Costa Rica | Deportivo Saprissa | Costa Rica | 2014 |
| Primera División de Costa Rica | Deportivo Saprissa | Costa Rica | 2015 |